# Mundargi
Mundargi é uma panchayat (vila) no distrito de Gadag, no estado indiano de Karnataka.

## Geografia
Mundargi está localizada a 15° 13′ N, 75° 54′ L. Tem uma altitude média de 528 metros (1732 pés).

## Demografia
Segundo o censo de 2001, Mundargi tinha uma população de 20 318 habitantes. Os indivíduos do sexo masculino constituem 52% da população e os do sexo feminino 48%. Mundargi tem uma taxa de literacia de 64%, superior à média nacional de 59,5%: a literacia no sexo masculino é de 74% e no sexo feminino é de 53%. Em Mundargi, 13% da população está abaixo dos 6 anos de idade.